# 麥利達鱷屬
麥利達鱷屬（屬名：Meridiosaurus）是中真鱷類的一屬，可能屬於已滅絕的大頭鱷科。化石發現於烏拉圭北部的塔夸倫博組（Tacuarembó Formation），地質年代相當於白堊紀早期，但該地層也有可能橫跨到侏儸紀末期。這些化石包含前上頜骨、大部分上頜骨。在1980年，這些化石被建立為新屬，模式種是瓦雷麥利達鱷（M. vallisparadisi）。幾年後，麥利達鱷被歸類於大頭鱷科。

## 外部連結
- Meridiosaurus（页面存档备份，存于） in the Paleobiology Database